# 蔡確
蔡 確（さい かく、1037年 - 1093年）は、北宋後期の政治家。字は持正。諡は忠懐。泉州晋江県の人。

## 経歴
進士として及第し、王安石に認められて登用され、新法推進に活躍、元豊5年（1082年）には右僕射兼中書侍郎に任ぜられる。
新法派の実務役人として常平法・免役法の施行を主導したが、早くから賄賂の話があり、後には数々の疑獄事件を起こして上位者を陥れてその地位を奪うなどの行動を取った。それ以外にも沈括など陥れられた者は新法派の中にも多く、遂には王安石の行動まで非難するに至った。富弼はこうした行動を非難して弾劾を行うが、蔡確は巧みに逃れるどころかどんどん出世していき、またたく間に最高位まで上り詰め権力をほしいままにした。その専横ぶりは並ぶものがないと言われ、筆頭宰相の王珪さえも抑えられないほどであったという。
しかし神宗死後に司馬光が政権を握るとたちまち左遷され、次いで宣仁太后を中傷した疑いで嶺南の下級官吏に配流同様の左遷を受けて、程なく病死した。遺族は旧法派によって陥れられたものであるとして深く恨み、新法党が復権すると旧法派を陥れようとする洛獄・同文館の獄を引き起こした。南宋期では、本人や子孫の評判があまりに悪すぎたこともあって『宋史』では「姦臣伝」に名を連ねることになった。
その一方、政務能力やリーダーシップ能力は大変優れていた。王安石引退後、神宗が旧法派の呉充らに影響されて旧法を復活しよう（司馬光中央政界復帰）としたのを説き伏せて、再び新法推進で朝廷全体を意見統一することができたのは蔡確の根回しの力が大きい。また、新法実施以上に困難を極めそうであった神宗の元豊の改革（官僚機構大幅整理）が順調に進んだのは、この時期すでに権力を掌握しつつあった蔡確が朝廷組織全体をがっちり統率していたからこそであろう。
なにより王安石新法の継承発展・全国徹底実施に一貫して力を尽くし、元豊5年（1082年）宰相就任後には宋の最大国力実現に大いに貢献した。
これらの功績により新法・旧法の争いを一時的に収めて国内を安定させた点は評価できる。